# Wolodymyr Sterlyk

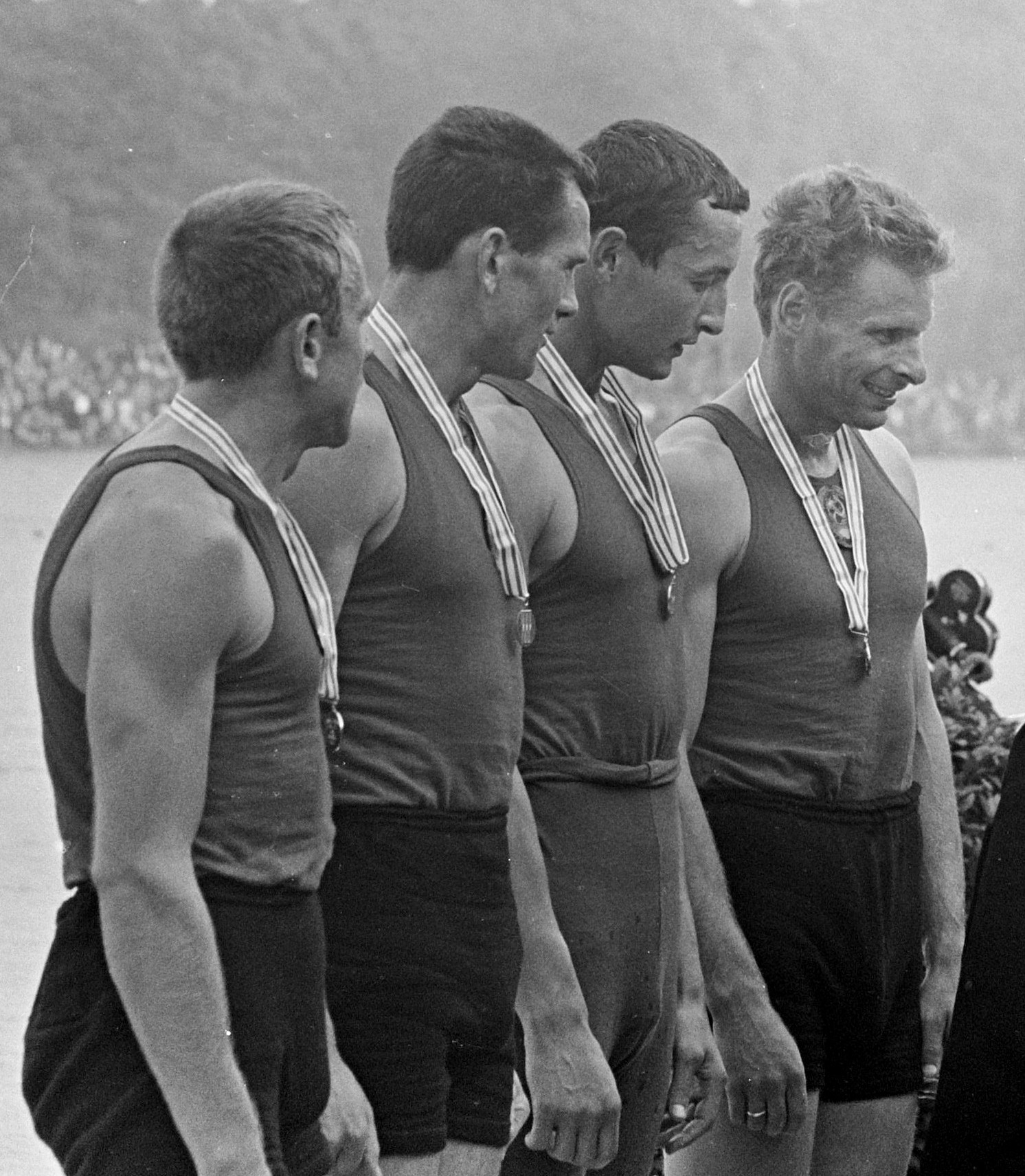
V. l. n. r.: Zigmas Jukna, Antanas Bagdonavičius, Wolodymyr Sterlyk und Juozas Jagelavičius bei der Siegerehrung als Europameister im Vierer ohne Steuermann 1965

Wolodymyr Iwanowytsch Sterlyk oder Sterlik (ukrainisch Володимир Іванович Стерлик / Стерлік, russisch Владимир Иванович Стерлик / Wladimir Iwanowitsch Sterlik; * 15. Oktober 1940 in Poltawa, Ukrainische SSR, Sowjetunion) ist ein ehemaliger sowjetisch-ukrainischer Ruderer.

## Sportliche Karriere
Der 1,93 m große Sterlyk von Avangard Kiew rückte 1963 in den sowjetischen Achter, mit dem er bei den Ruder-Europameisterschaften 1963 und 1964 die Silbermedaille hinter den Deutschen gewann. Bei den Olympischen Spielen 1964 belegte der sowjetische Achter den fünften Platz.
1965 wechselten der Ukrainer Wolodymyr Sterlyk und die Litauer Antanas Bagdonavičius, Zigmas Jukna und Juozas Jagelavičius aus dem Achter in den Vierer ohne Steuermann und gewannen in dieser Bootsklasse Gold bei den Europameisterschaften 1965 und Weltmeisterschaftssilber 1966 hinter dem Boot aus der DDR. 1967 gewannen die vier Ruderer mit Steuermann Juri Lorenzson die Europameisterschaft im Vierer mit Steuermann. Nach Bronze im Achter hinter dem Deutschland-Achter und den Australiern bei den Olympischen Spielen 1968 gewann Sterlyk 1969 noch einmal Europameisterschaftssilber hinter dem DDR-Achter.
Seine letzte internationale Medaille erruderte Sterlyk bei den Europameisterschaften 1971, als er mit dem gesteuerten Vierer den dritten Platz hinter den beiden deutschen Booten erreichte. Bei den Olympischen Spielen 1972 saßen nur noch Sterlyk und Steuermann Igor Rudakow aus dem Bronze-Vierer des Vorjahres im Boot. Der neu zusammengestellte Vierer belegte den vierten Platz hinter den beiden deutschen Vierern und den Tschechoslowaken.

## Internationale Medaillen
(OS = Olympische Spiele, WM = Weltmeisterschaften, EM = Europameisterschaften)
- EM 1963: Silber im Achter (Ričardas Vaitkevičius, Antanas Bagdonavičius, Zigmas Jukna, Juri Suslin, Wolodymyr Sterlyk, Patras Karla, Vytautas Briedis, Juozas Jagelavičius und Steuermann Juri Lorenzson)[1]
- EM 1964: Silber im Achter (Ričardas Vaitkevičius, Antanas Bagdonavičius, Zigmas Jukna, Juri Suslin, Wolodymyr Sterlyk, Patras Karla, Vytautas Briedis, Juozas Jagelavičius und Steuermann Juri Lorenzson)
- EM 1965: Gold im Vierer ohne Steuermann (Wolodymyr Sterlyk, Antanas Bagdonavičius, Zigmas Jukna, Juozas Jagelavičius)[2]
- WM 1966: Silber im Vierer ohne Steuermann (Zigmas Jukna, Antanas Bagdonavičius, Wolodymyr Sterlyk, Juozas Jagelavičius)
- EM 1967: Gold im Vierer mit Steuermann (Zigmas Jukna, Antanas Bagdonavičius, Wolodymyr Sterlyk, Juozas Jagelavičius und Steuermann Juri Lorenzon)[3]
- OS 1968: Bronze im Achter (Zigmas Jukna, Antanas Bagdonavičius, Wolodymyr Sterlyk, Juozas Jagelavičius, Vytautas Briedis, Walentyn Krawtschuk, Alexander Martyschkin, Wiktor Suslin und Steuermann Juri Lorenzson)
- EM 1969: Silber im Achter (Zigmas Jukna, Wladimir Jesinow, Wolodymyr Sterlyk, Juozas Jagelavičius, Ludas Subačius, Alexander Hamin, Anatoli Tkatschuk, Witali Kurdtschenko und Steuermann Igor Rudakow)
- EM 1971: Bronze im Vierer mit Steuermann (Anuschawan Gassan-Dschalalow, Wolodymyr Sterlyk, Wiktor Suslin, Anatoli Fjodorow und Steuermann Igor Rudakow)